# Díu
Díu je rybářské město v distriktu Díu ve svazovém teritoriu Dádra a Nagar Havélí a Daman a Díu v Indii. Distrikt Díu je desátým nejméně zalidněným mezi indickými distrikty. Město leží na východním cípu stejnojmenného ostrova. Nachází se zde známá pevnost a stará portugalská katedrála. Ve městě o rozloze 40 km2 žilo v roce 2011 23 991 obyvatel.

## Historie
Město a distrikt patřily historicky do oblasti Sauraštra v Gudžarátu. Byl to důležitý přístav na obchodních cestách vedoucích Arabským mořem. Vzhledem k jeho strategickému významu zde 3. února 1509 svedla portugalská válečná flotila námořní bitvu se spojeným loďstvem Mamlúckého sultanátu, Benátské republiky, Dubrovnické republiky, kóžikkótského zamorina a gudžarátského sultána Mahmuda Begady o nadvládu nad Indickým oceánem.
V roce 1513 se tu Portugalci pokusili založit předsunutou základnu, ale vyjednávání nedopadlo podle jejich představ. Stejně dopadli i Diogo Lopes de Sequeira roku 1521 a Nuno da Cunha roku 1523. Také pokus o dobytí města, který v roce 1531 podnikl Nuno da Cunha, se nezdařil.
Až roku 1535 uzavřel gudžarátský sultán Bahadur Šáh s Portugalci obranné spojenectví proti mughalskému císaři Humájúnovi a povolil jim postavit pevnost Díu a udržovat na ostrově posádku. Tak se Díu stalo součástí portugalské kolonie Portugalská Indie. Spojenectví se záhy rozpadlo, a gudžarátský sultán, který pozdě litoval své přílišné štědrosti, se proto mezi roky 1537 až 1546 neúspěšně pokoušel Portugalce z Díu vyhnat. Byl však v boji poražen a zabit, načež následovalo období válek mezi Portugalci a gudžarátským sultanátem.
Roku 1538 oblehl vládce Khambhátského knížecího státu, jenž byl součástí Gudžarátského sultanátu, Coje Çafar za pomoci osmanského loďstva, jemuž velel Hadım Sulejman Paša, město Díu. Portugalská posádka vedená Anthonym Silveirou se jim však ubránila. Týž Coje Çafar oblehl Díu i v roce 1546 a toto druhé obléhání trvalo 7 měsíců, od 20. dubna do 10. listopadu. Portugalci vedení Joãem Mascarenhasem pevnost a město uhájili a poté, co dorazila flotila guvernéra ostrova Joãa de Castra, obléhatele zahnali. V boji zahynul jak Coje Çafar, tak guvernérův syn Fernão de Castro. Po druhém obléhání Díu byly pevnost i město opevněny tak dobře, že dokázaly odolat pozdějším nájezdům Arabů z Maskatu i Holanďanů koncem 17. století.
Následkem rozvoje Bombaje začal od 18. století strategický význam Díu upadat. Stala se z něj něco jako historická připomínka časů, kdy město tvořilo jakousi obchodní a strategickou baštu v rámci zápasu mezi silami islámského Východu a křesťanského Západu.
Díu bylo portugalskou državou od roku 1535 až do roku 1961, kdy v rámci Invaze do Goy podlehla portugalská posádka 19. prosince útoku armády Indické republiky vedenému proti všem portugalským državám v Indii. Bitva o Díu proběhla jako řada pozemních, leteckých a námořních útoků soustředěných na ostrov po dobu 48 hodin, dokud se portugalská posádka nevzdala. Celá oblast byla poté prohlášena za indické svazové teritorium Goa, Daman a Díu. Poté co se Goa v roce 1987 osamostatnila jako stát, se zbytek stal svazovým územím Daman a Díu. Dne 26. ledna 2020 došlo ke sloučení svazových území Daman a Díu a Dádra a Nagar Havélí, čímž vzniklo svazové teritorium Dádra a Nagar Havélí a Daman a Díu.

## Jazyky
V Díu se hovoří celkem čtyřmi jazyky. Jsou to: gudžarátština, portugalština, angličtina a hindština.

## Galerie

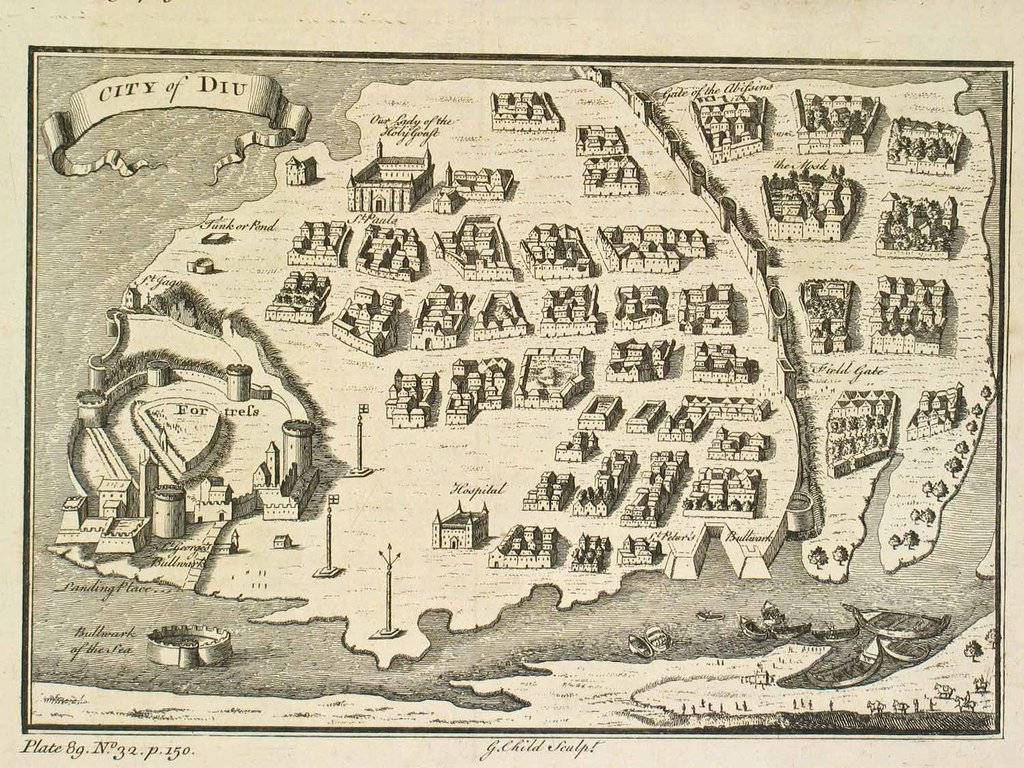
Město Díu a portugalská pevnost (britská rytina z roku 1729)
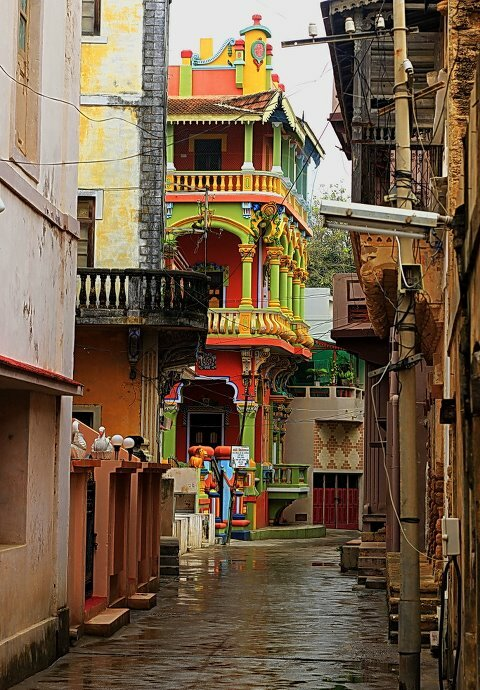
Ulice v Díu
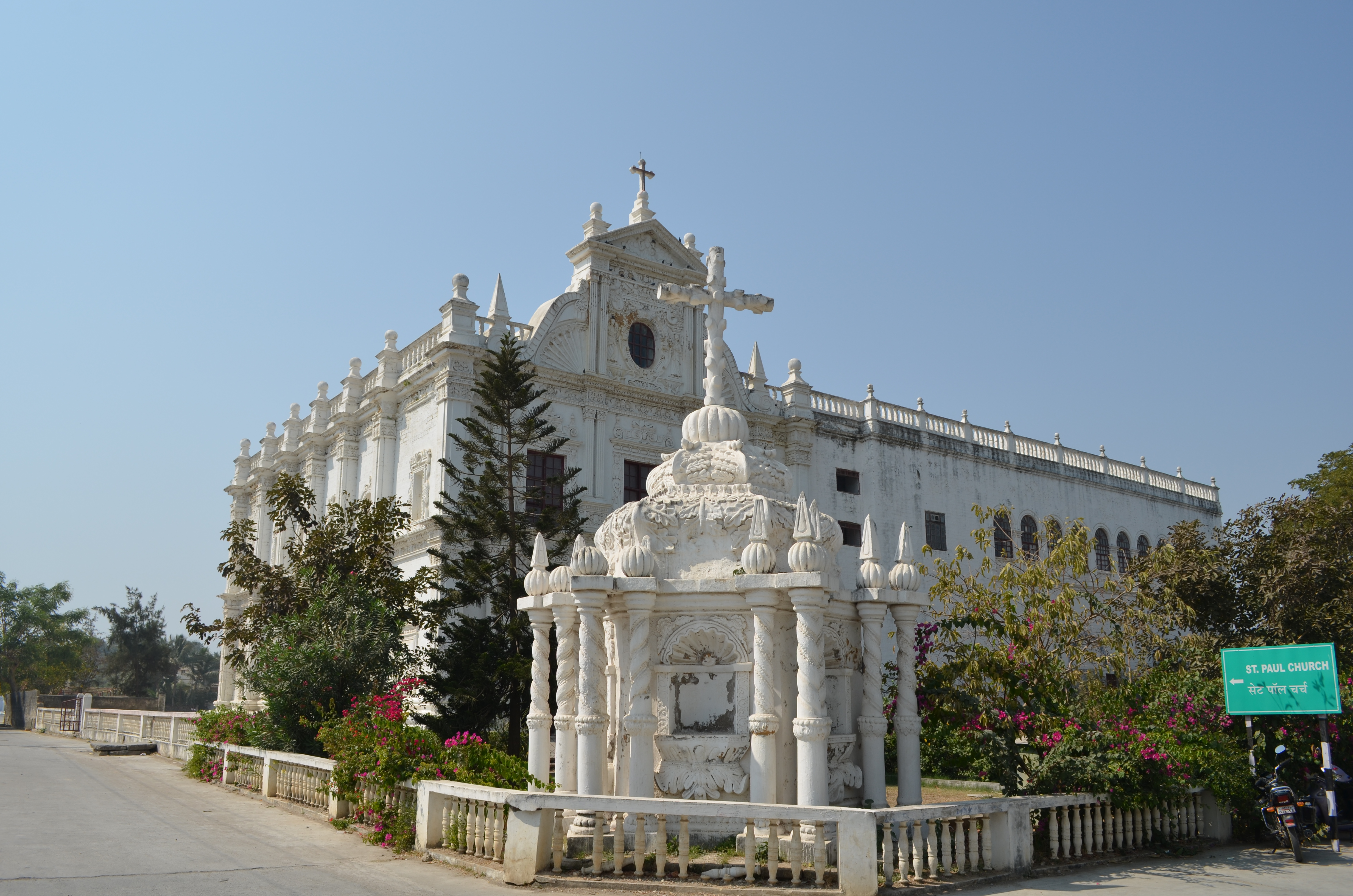
Kostel sv. Pavla, Díu
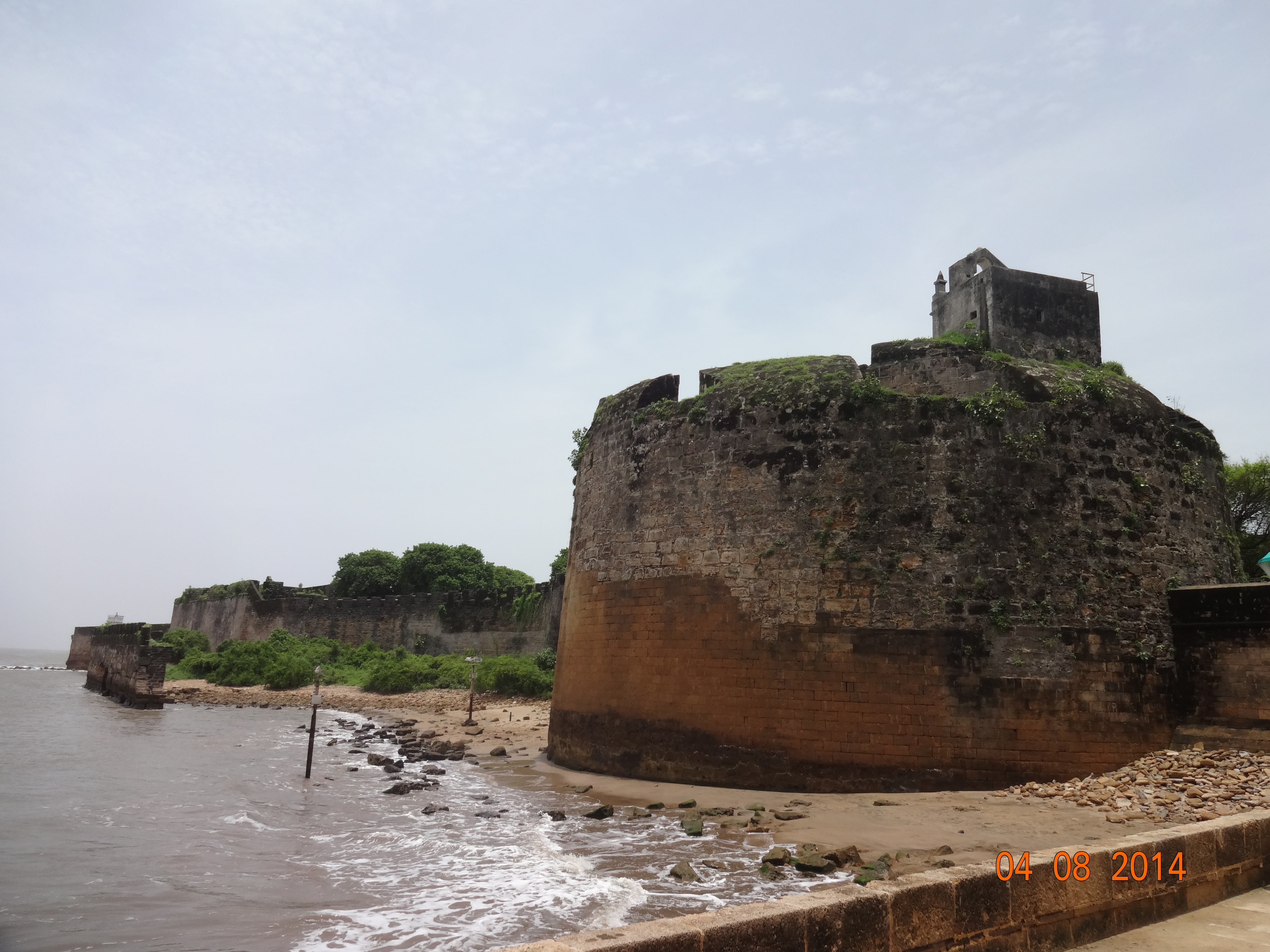
Pevnost Díu
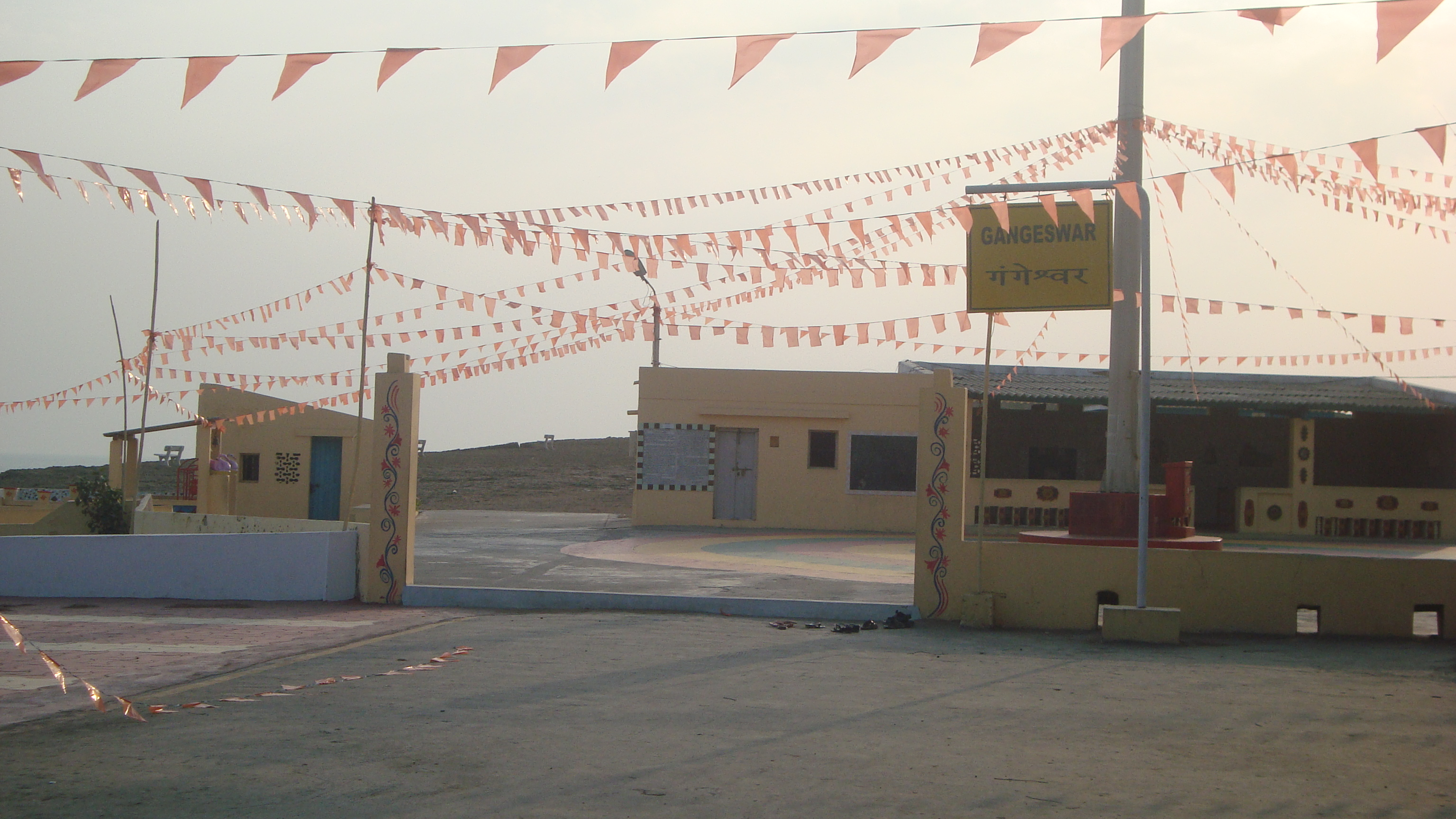
Chrám Gangešwar